# Crabbs Cross
Crabbs Cross – dzielnica miasta Redditch, w Anglii, w hrabstwie Worcestershire, w dystrykcie Redditch. Leży 22 km na północny wschód od miasta Worcester i 152 km na północny zachód od Londynu. W 2011 miejscowość liczyła 5878 mieszkańców.